# Куито
Куѝто (на португалски: Cuíto, изговаря се по-близко до Куиту) е град в централна Ангола, столица на провинция Бие. Преди 1975 името на града е било Силва Порто. Населението е над 180 000 души. През Куито минава железопътната линия Бенгела - единствената, която свърза вътрешните части на страната с крайбрежните части, градът също има и летище. В периодите 1993-94 и 1998-99 Куито беше под обсада на бунтовнически сили от Националния съоз за пълна независимост на Ангола. На много сгради в града все още личат щетите от тези обсади.